# Joseph Benhard
Joseph Benhard (* 10. Mai 1972 in Okalongo, Südwestafrika) ist ein ehemaliger namibischer Boxer im Leichtfliegengewicht. 
Er war von 2005 bis 2006 Profiboxer, wobei er seine beiden Kämpfe gegen seinen Landsmann Simon Negodhi durch Technischen K. o. verlor. Sein Kampf bei den Olympischen Spielen 1996 in Atlanta ging ebenfalls verloren. Zwei Jahre zuvor nahm Benhard an den Commonwealth Games in Victoria teil.